# Dmitriy Khlestov
Dmitriy Alekseyevich Khlestov - em russo, Дмитрий Алексеевич Хлестов (Moscou, 21 de janeiro de 1971) é um ex-futebolista russo que atuava como lateral-direito. Por seu estilo de jogo, ficou conhecido como Baresi, numa referência ao ex-jogador italiano Franco Baresi.

## Carreira em clubes

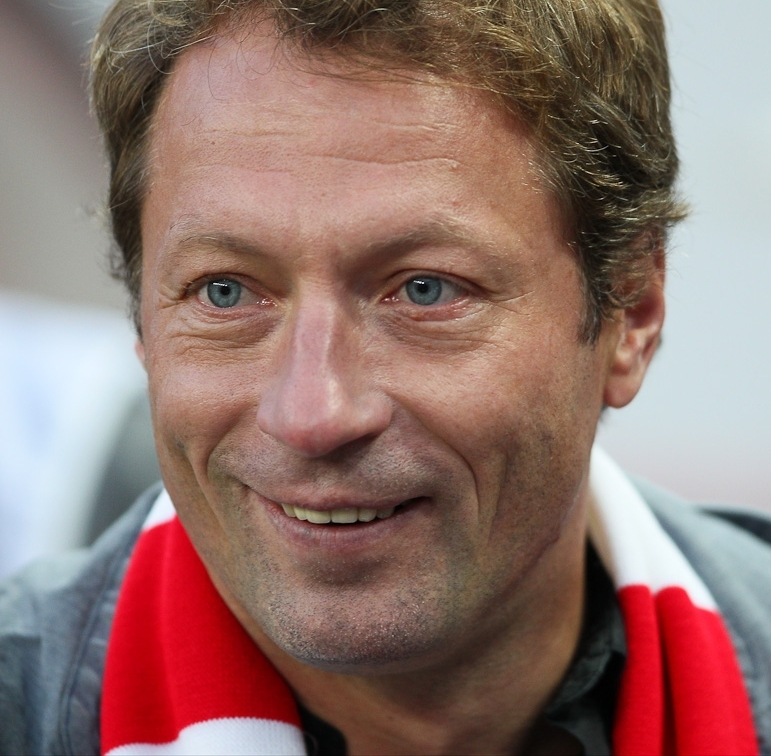
Khlestov em 2013.

A melhor fase de Khlestov foi pelo Spartak Moscou, onde iniciou a carreira profissional em 1989. foi justamente nos Krasno-Belye, atuando em 195 partidas e marcando 6 gols, além de conquistar 12 títulos. Deixou o Spartak em 2000 para defender o Beşiktaş por 2 temporadas, voltando à equipe da capital russa em 2002.
Em nível profissional, passou também por Torpedo-Metallurg e Sokol Saratov até 2005, quando passou a jogar nas divisões inferiores da Rússia, ao assinar com o Spartak Shchyolkovo, então na terceira divisão nacional, em 2006. Após o término de seu contrato, Khlestov anunciou sua aposentadoria em 2008. Entretanto, voltou atrás e seguiu atuando em equipes amadoras da Rússia (Inter Moscou, Olimp-SKOPA Zheleznodorozhny, Voskresensk, Lyubertsy-Korenyovo, Arsenal Tula, Sparta Shchyolkovo, Losino-Petrovsky e FC Odintsovo) antes de encerrar a carreira de forma definitiva em 2018, aos 47 anos.

## Carreira internacional
Tendo jogado anteriormente pela seleção olímpica da União Soviética, Khlestov disputou a Eurocopa de 1992 pela Seleção da CEI, que em sua única participação, ficou próxima de se classificar para a segunda fase. Depois da dissolução do time após o torneio europeu, passou a defender a Rússia no mesmo ano. Foi convocado para a Copa de 1994, sendo um dos 14 atletas que assinaram uma carta contra o técnico Pavel Sadyrin, mas foi mantido no elenco.
Jogou as três partidas de sua equipe (2 como titular), antes de perder a vaga para Omari Tetradze no jogo contra Camarões. Mesmo com a vitória por 6 a 1, a Rússia foi eliminada ainda na fase de grupos.
Era nome certo na Eurocopa de 1996, mas uma fratura sofrida em uma partida de futsal na Alemanha o tirou da competição. Ainda participou de jogos das Eliminatórias para a Copa de 1998 e da Eurocopa de 2000, onde a Rússia não conseguiu vaga em ambas. 
Khlestov ainda jogou 2 partidas das eliminatórias europeias para a Copa de 2002, contra Suíça e Luxemburgo, e sua convocação era considerada certa por parte da mídia russa. Porém, Oleg Romantsev (ex-técnico de Khlestov no Spartak) não incluiu seu ex-comandado na lista de 23 convocados. A última das 49 partidas do lateral foi um amistoso contra a Irlanda, em fevereiro do mesmo ano.

## Títulos
Spartak Moscou
- Copa da União Soviética: 1991–92
- Campeonato Russo: 1992, 1993, 1994, 1996, 1997, 1998, 1999, 2000
- Copa da Rússia: 1993–94, 1997–98, 2002–03